# Талгат Мусабаев
Талга́т Амангелди́евич Мусаба́ев (на казахски: Талғат Аманкелдіұлы Мұсабаев (род. на 7 януари 1951, с. Каргали, Джамбулски район, Алмати област, Казахска ССР) е съветски, руски, 2-ри казахстански космонавт, генерал-лейтенант от авиацията на Република Казахстан (2007), руски и съветски генерал. Председател е на Националната космическа агенция на Република Казахстан.
Той е 79-ият космонавт на СССР/Русия. Доктор на техническите науки (2008). Майстор на спорта на СССР по висш пилотаж и спортна гимнастика, отборен шампион на СССР (1983 и 1984) по самолетен спорт.

## Образование
- 1968 г.: завършва Алма-атинското средно училище № 58.
- 1974 г.: завършва Рижкия институт за инженери в гражданската авиация „Ленински комсомол“, специалност „Радио-електронно оборудване“.
- 1984 г.: аероклуб в Алма Ата на ДОСААФ.
- 1989 г.: Уляновски център за подготовка на летателен, диспечерски и инженерно-технически състав за авиациите на страните-членки на СИВ.
- 1993 г.: Актюбинско висше училище за летци.

## Работа
- 1974 – 1975: сменен инженер по авиационно и радиоелектронно оборудване на Бурундайския обединен авиационен отряд на гражданската авиация
- 1976 – 1979: инструктор, старши инструктор в отдела за политико-възпитателна работа в Казахското Управление за гражданска авиация
- 1979 – 1987: заместник-командир на 240-о летателен отряда по политико-възпитателна работа в Алматинския авиаотряд.
- 1987 – 1990: втори пилот, командир на самолет Ан-2 в Бурундайския обединен авиаотряд
- 1990 – 1991: втори пилот-стажант, втори пилот на Ту-134, първи летателен отряд на Алматинския авиоотряд.

## Космос
На 6 март 1991 г. със заповед на министъра на отбраната на СССР е призован на действителна военна служба и е зачислен като кандидат за космонавт-изследовател в отряда на космонавтите.
От 22 октомври 1991 г. е космонавт-изпитател 1-ва група. От 9 юли 1999 г. е командир на група, инструктор-космонавт-изпитател.
Многократно е влизал в състава на дублиращи екипажи на кораби тип „Союз ТМ“.

## Полети
| Космически полети на Талгат Мусабаев                               | Космически полети на Талгат Мусабаев | Космически полети на Талгат Мусабаев | Космически полети на Талгат Мусабаев | Космически полети на Талгат Мусабаев |
| №                                                                  | Дата                                 | КК                                   | Функции                              | Продължителност                      |
| ------------------------------------------------------------------ | ------------------------------------ | ------------------------------------ | ------------------------------------ | ------------------------------------ |
| 1                                                                  | 1 юли 1994                           | „Союз ТМ-19“                         | Бординженер                          | 125 денонощия 22 часа 53 мин 36 сек. |
| 2                                                                  | 29 януари 1998                       | „Союз ТМ-27“                         | Командир                             | 207 денонощия 12 часа 51 мин 2 сек.  |
| 3                                                                  | 2 април 2001                         | „Союз ТМ-32“                         | Командир                             | 7 денонощия 22 часа 4 мин 8 сек.     |
| Сумарно време в космоса – 341 денонощия 9 часа 48 минути и 46 сек. |                                      |                                      |                                      |                                      |

Има 8 излизания в отрития космос с обща продължителност 42 часа 36 минути.

## По-нататъшна дейност
На 27 ноември 2003 г. е отчислен от отряда на космонавтите във връзка с преминаването на друга работа.
През август 2003 г. е назначен за началник на бойната подготовка на Управлението по армейска (вертолетна) авиация. През ноември 2003 г. е назначен за заместник-началник на Военновъздушната инженерна академия „Н. Жуковски“.
На 30 май 2005 г. е назначен за генерален директор на АО „Съвместното казахстанско-руско предприятие „Байтерек““ (космически ракетен комплекс на базата на ракетата-носител „Ангара“).
Получава гражданство на Казахстан. На 13 февруари 2007 г. е назначен за председател на Аерокосмическия комитет на министерството на образованието и науката на Казахстан.
На 27 март 2007 г. оглавява създаденото с указ на Президента на Казахстан „Национална космическа агенция Република Казахстан“ и влиза в президентската партията „Нур Отан“.
Съпредседател на подкомисията за комплекса „Байконур“ в Междуправителствената комисия за сътрудничество между Руската федерация и Република Казахстан.

## Награди и звания
- Герой на Русия (24 ноември 1994) за активно участие в подготовката и успешното осъществяване на продължителния международен космически полет на орбиталния научноизследователски комплекс „Мир“ и проявени при това мъжество и героизъм[4]
- Народен Герой на Казахстан (1995)
- Орден „За заслуги пред Отечеството“ II степен (28 септември 2001) за мъжество и героизъм, проявени при осъществяването на международния космически полет[5]
- Орден „За заслуги пред Отечеството“ III степен (25 декември 1998) за мъжество и самоотверженост, проявени по време на космическия полет на орбиталния научноизследователски комплекс „Мир“[6]
- Орден „Отан“ (1998)
- Орден „Барс“ – I степен (2002)
- Медал „Астана“ (1999)
- Орден „Дружба между народите“ (10 октомври 1991) за активно участие в подготовката за космически полет на орбиталния научноизследователски комплекс „Мир“, голям принос в укрепването на взаимното разбирателство, приятелство и доверие между народите на Съветския съюз и Австрийската Република[7]
- Орден на Австрийската република (1991)
- Медал на NASA „За космически полет“ (1998)
- Орден на Почетния легион (Франция, октомври 2010) за заслуги в усвояването на космоса и изпълнение на голямата космическа програма на Франция по време на втория – 208-дневен, космически полет през 1998 г. и ефективно стратегическо партньорство с Франция на поста ръководител на Казахстанската космическа програма[8].
- Летец-космонавт на Руската федерация (1994)
- Летец-космонавт № 2 на Казахстан (1995)

## Класност и звания
- Пилот в гражданската авиация 3-ти клас.
- Космонавт 2-ри клас (1995)
- Инструктор-космонавт-изпитател (1995)
- Космонавт 1-ви клас (1999)

Въоръжени сили СССР
- 6 март 1974 г. – лейтенант от запаса
- 29 юни 1978 г. – старши лейтенант от запаса
- 6 март 1991 г. – призован на действителна военна служба
- 6 март 1991 г. – майор, извънредно.

Въоръжени сили на Русия
- 11 август 1993 г. – подполковник, предсрочно
- 17 декември 1995 г. – полковник, предсрочно
- 9 август 2003 г. – генерал-майор

Въоръжени сили на Казахстан
- 7 май 2007 г. – генерал-лейтенант от авиацията[9]

## Забележки
1. ↑  Лампази за Талгат
2. ↑  Космонавта Т. Мусабаев влиза в редовете на партията „Нур Отан“ //    Архивиран от оригинала на 2007-12-14. Посетен на 2010-11-24.
3. ↑  Роскосмос и Националната космическа агенция на Казахстан да си сътрудничат при равни условия, Талгат Мусабаев
4. ↑  Указ на Президента на Руската Федерация от 24 ноември 1994 г. № 2107
5. ↑  Указ на президента на Руската федерация от 28 септември 2001 г. № 1151
6. ↑  Указ № 640 на президента на Руската федерация от 25 декември 1998 г.
7. ↑  Указ № УП-2697 на президента на СССР от 10 октомври 1991 г.
8. ↑   Мусабаев е командир на международния екипаж, в чийто състав работи френският астронавт Леополд Ерц, архив на оригинала от 24 юли 2014, https://web.archive.org/web/20140724073517/http://spy.kz/Soc/Talgat-Musabaev-udostoen-vysshei-nagrady-Francii-ordena-Pochetnogo-legiona/, посетен на 24 ноември 2010
9. ↑   Държавния глава присвоява високи воински звания и награждава отличили се военнослужещи, архив на оригинала от 18 декември 2010, https://web.archive.org/web/20101218161748/http://nomad.su/?a=3-200705080116, посетен на 24 ноември 2010